# Agdistis karakalensis
Agdistis karakalensis là một loài bướm đêm thuộc họ Pterophoridae. Nó được tìm thấy ở Iran, Turkmenistan và Tadzhikistan.